# Powierzchnia produkcyjna
Powierzchnia produkcyjna – w gospodarce leśnej powierzchnia przeznaczona bezpośrednio do produkcji materiału sadzeniowego do zadrzewienia, zajęta przez siewki, wielolatki, mateczniki oraz ugorowana (nie obejmuje powierzchni dróg, ścieżek, przeznaczonej na magazyny i inne obiekty gospodarcze na szkółce).